# Europees kampioenschap schaken 2005
Dit artikel gaat over het Europees kampioenschap schaken 2005.

## Dames
Van 11 t/m 24 juni 2005 werd in Chisinau (Moldavië) het Europees kampioenschap voor dames verspeeld dat met 9 punten uit 12 ronden gewonnen werd door de Oekraïense grootmeester bij de dames Kateryna Lahno. De Russin Nadezjda Kosintseva eindigde met 9 punten op de tweede plaats terwijl de Griekse Yelena Dembo met 8.5 punt derde werd. Om tot de juiste uitslag te komen, werden een aantal tie-break matches gespeeld. De beste Nederlandse was Zhaoqin Peng met 8 punten. Ze eindigde op de elfde plaats. Marlies Bensdorp en Arlette van Weersel behaalden beiden 5.5 punt, Petra Schuurman 5 punten en Desiree Hamelink 4.5 punt en er speelden 164 dames mee.

## Heren
Van 18 juni t/m 2 juli 2005 werd in Warschau het Europees kampioenschap voor heren verspeeld dat met 10 punten uit 13 ronden gewonnen werd door de Roemeense grootmeester Liviu Dieter Nisipeanu. Op de tweede plaats eindigde de Azerbeidzjaanse grootmeester Teimour Radjabov met 9.5 punt terwijl de Armeense grootmeesteer Levon Aronian na de tie-break met 9 punten derde werd. Er waren nog zes schakers met 9 punten te weten: Oleksandr Beljavsky, Sergej Karjakin, Vasyl Ivantsjoek, Pavel Eljanov, Aleksandr Mojsejenko en Karen Asrian. Het was een groot toernooi met 229 deelnemers. Sergej Tiviakov. de beste Nederlander, eindigde met 8.5 punt op de 11e plaats, Ivan Sokolov werd 15e met 8.5 punt, Loek van Wely eindigde als nummer 59 met 7.5 punt. Dimitri Reinderman met 7.5 punt als nummer 68. Friso Nijboer behaalde 7 punten en werd daarmee 95e, Erwin l'Ami eindigde met 6.5 punt als nummer 124 terwijl Jan Smeets met 6 punten op plaats 142 eindigde.

## Jeugd
Van 13 t/m 24 september 2005 werd in negen ronden in Herceg Novi Montenegro het Europees Kampioenschap 2005 voor de jeugd verspeeld.
jongens tot 10 jaar
1. Konstantin Nikolohorski RUS 7.5
2. Ulvi Bajarani AZE 7.5
3. Kiprian Berbatov BUL 7.5

jongens tot 12 jaar
1. Sanan  Sjoehirov RUS 8.0
2. Stanislav Bohdanovitsj UKR 7.5
3. Haik Tamazyan ARM 7.0

jongens tot 14 jaar
1. Davit Benidze GEO 7.5
2. David Recuero Guerra ESP 7.0
3. Vjatsjeslav Koelakov RUS 7.0

jongens tot 16 jaar
1. Zaven Andriasian ARM 7.0
2. Davit Jojua GEO 7.0
3. Sergej Trofimov RUS 6.5

(7e: Wouter Spoelman NED 6.5)
jongens tot 18 jaar
1. Pawel Czarnota POL 7.0
2. Nikita Vitioegov RUS 7.0
3. Viktor Laznicka Viktor CZE 6.5

meisjes tot 10 jaar
1. Varvara Mestnikova RUS 8.0
2. Sabina Ibrahimova AZE 7.5
3. Aleksandra Lach POL 7.0

meisjes tot 12 jaar
1. Nazí Paikidze GEO 7.5
2. Meri Arabidze GEO 7.0
3. Nino Anakidze  GEO 7.0

meisjes tot 14 jaar
1. Varvara Repina RUS 7.5
2. Elena Tairova RUS 7.0
3. Adeline-Ramona Uta ROM 7.0

meisjes tot 16 jaar
1. Inna Ivachinova RUS 7.0
2. Natacha Benmesbah FRA 7.0
3. Deimante Daulyte LTU 6.5

meisjes tot 18 jaar
1. Salome Melia GEO 7.5
2. Maka Purtseladze GEO 7.0
3. Baira Kovanova RUS 6.5